# Steven Scheschareg
Steven Scheschareg (* 1976 in New York) ist ein amerikanisch-österreichischer Opern-, Operetten-, Musical-, Lied- und Konzertsänger (Bassbariton), Schwerpunkte sind Neue Musik und Musik vertriebener Komponisten; er lebt in Wien.

## Leben
Geboren wurde Scheschareg in Brooklyn als Kind österreichischer Eltern, die vor dem Zweiten Weltkrieg mit ihren Familien in die USA emigriert waren.  Nach Bühnenerfahrungen als Kind in Broadway-Musicals studierte er an der Juilliard School, der Eastman School of Music in New York sowie an der Universität für Musik und darstellende Kunst Wien u. a. bei Jan DeGaetani, Thomas Hampson und Walter Berry.
Nach Engagements am Linzer Landestheater und der Neue Oper Wien gastierte er in Italien, Deutschland, Österreich, Portugal, Amerika und China u. a. als Escamillo in Carmen (Georges Bizet), Marcello in La Bohème (Giacomo Puccini), Vater in Hänsel und Gretel (Engelbert Humperdinck), Don Pizarro in Fidelio (Ludwig van Beethoven),  Leutnant Redburn in Billy Budd (Benjamin Britten, Bayerische Staatsoper), in der Titelrolle in Maschinist Hopkins (Max Brand), als  Parfion Rogoschin in  Der Idiot  (Mieczysław Weinberg, Nationaltheater Mannheim, Uraufführung des Jahres 2012/2013 – Kritikerumfrage der Opernwelt) sowie in Lulu (Alban Berg), Le Grand Macabre (György Ligeti), St. Francois (Aribert Reimann), Narcissus (Beat Furrer, Teatro La Fenice), Von heute auf morgen (Arnold Schönberg), The Lighthouse (Peter Maxwell Davies), Dead Man Walking (Jake Heggie, Theater an der Wien), Golem (Bernhard Lang, Nationaltheater Mannheim), The Fall of the House of Usher (Philip Glass), Hiob (Bernhard Lang, Stadttheater Klagenfurt, Österreichischer Musiktheaterpreis 2024 in der Kategorie Beste Ur-/Erstaufführung), Der ferne Klang (Franz Schreker), Eine florentinische Tragödie (Alexander Zemlinsky), Alice. Eine phantastische Revue (Kurt Schwertsik) etc.
Schescharegs Rollen in Operetten umfassen u. a. General Kantschukoff in Fatinitza (Franz von Suppè), Berthier in Kaiserin Josephine (Emmerich Kálmán), Baron Zeta in Die lustige Witwe (Franz Lehár), Dr. Falke in Die Fledermaus (Johann Strauss), Graf Homonay in Der Zigeunerbaron (Johann Strauss), E. W. Potterton in Clivia (Nico Dostal), Graf Bogumil in Der Bettelstudent (Carl Millöcker), Baron Weps in Der Vogelhändler (Carl Zeller), Graf Feri-Bacsi in Die Csárdásfürstin (Emmerich Kalman).
Das Singen von Musik vertriebener Komponisten (Opern, Operetten, Lieder, Cabaret Songs) ist Scheschareg ein besonderes Anliegen, da auch seine Eltern aus Österreich vertrieben wurden.
Scheschareg hat auch an Filmen mitgewirkt, z. B. im Film Mutzenbacher von Ruth Beckermann hat er einige Zitate improvisierend gesungen.

## Diskografie (Auswahl)
- 1997 Max Brand: Maschinist Hopkins. Chor der Neuen Oper Wien, RSO Bratislava, Walter Kobera (dir). Neue Oper Wien
- 1999 Dirk D'Ase: Arrest. Amadeus Ensemble, Walter Kobera (dir). Neue Oper Wien
- 2001 Wolfgang Sauseng: Das Staunen des Ezechiel. Webern Chor & Orchester, Erwin Ortner (dir). Trsek MVAM
- 2002 Nancy Van de Vate: All Quiet On The Western Front. Moravian Philharmonic Orchestra, Toshiyuki Shimada (dir). Vienna Modern Masters
- 2006 Franz von Suppè: Fatinitza. Chor des Lehár Festivals Bad Ischl, Franz Lehár-Orchester, Vinzenz Praxmarer (dir). CPO
- 2010 Musik der Vertriebenen: Lieder von Schönberg, Zemlinsky, Schreker & Brand. Steven Scheschareg, Margit Haider-Dechant. Apollon Musikoffizin
- 2012 Nancy Van de Vate: Hamlet. Moravian Philharmonic Orchestra, Petr Vronsky (dir). Vienna Modern Masters
- 2013 Ignaz Pleyel: Sakrale Werke, Vol. 11. Capella Cantoroumm Savariense, Camerata pro Musica, Martin Brauss (dir). Ars Produktion
- 2013 Carl Millöcker: Der Bettelstudent. Orchester der Seefestspiele Mörbisch, Uwe Theimer (dir). Oehms Classics
- 2015 Mieczysław Weinberg: Идиот • Der Idiot • The Idiot. Orchester des Nationaltheaters Mannheim, Thomas Sanderling (dir). Pan Classics, SWR
- 2018 George W. Chadwick: Burlesque Opera of Tabasco. Hradec Králové Philharmonic. Live-DVD, McIlhenny Company
- 2018 Emmerich Kálmán: Kaiserin Josephine. Chor des Lehár Festival Bad Ischl, Franz Lehár-Orchester, Marius Burkert (dir). CPO
- 2021 Siegfried Wagner: Sonnenflammen. Digital Orchester Bayreuth, Ulrich Leykam (dir). CD/DVD, Marco Polo[2]